# Rustico (architettura)

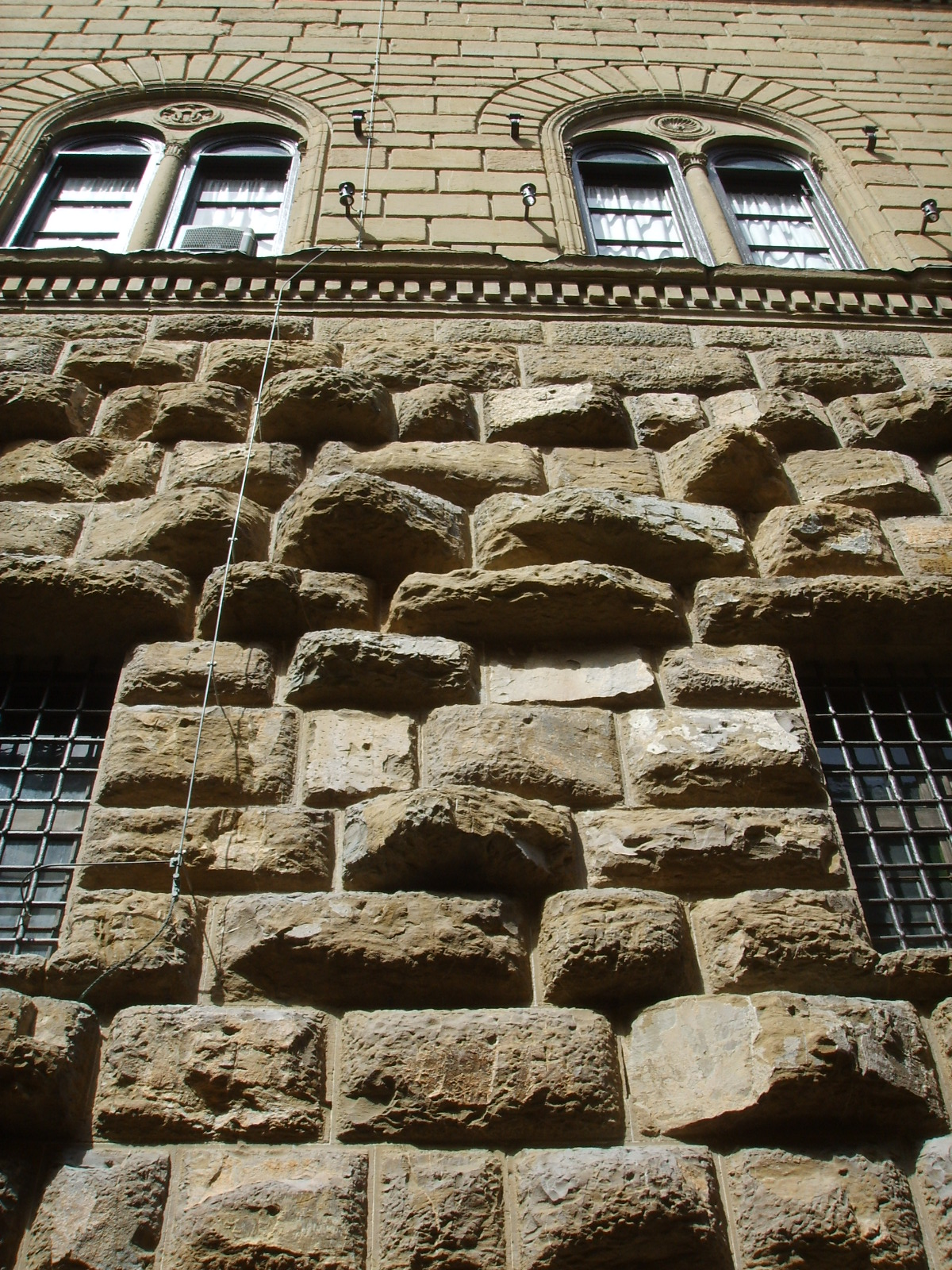
Palazzo Medici Riccardi a Firenze

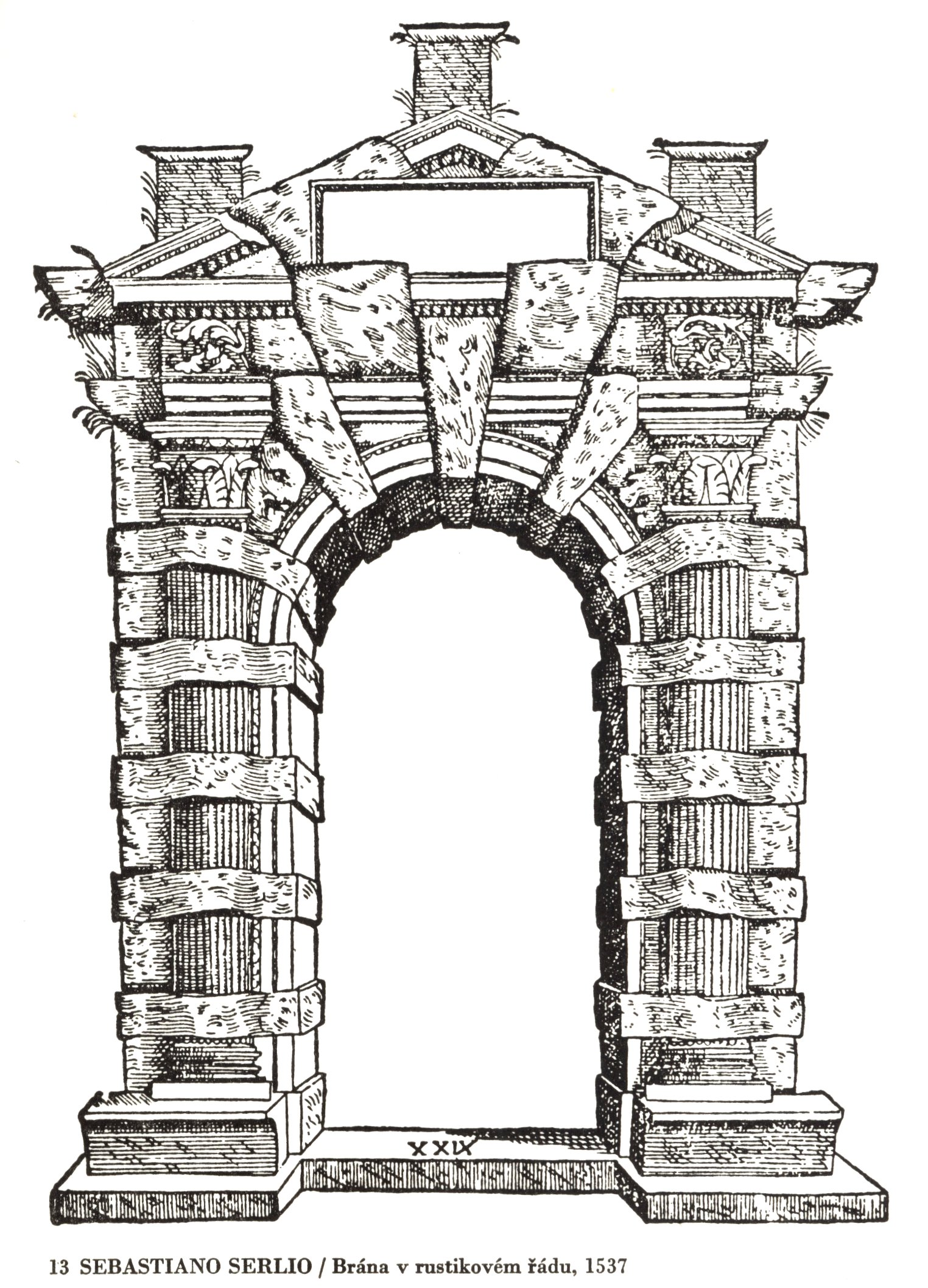
Un portale in stile rustico disegnato da Serlio

In architettura, l'aggettivo rustico indica un tipo di edifici, o parte di essi, non rifiniti secondo le comuni regole d'arte. Pertanto, le murature degli edifici rustici appaiono più ruvide e sporgenti in contrapposizione a quelle levigate in conci e simili.

## Storia
Esistono diversi esempi di architettura in bugnato che anticipano di millenni lo stile rustico, tra cui la Tomba di Ciro a Pasargade del 560 a.C. Inoltre, esempi architettonici di questo tipo si possono rintracciare nell'architettura classica che verranno poi presi a modello dagli architetti italiani del Rinascimento dando origine al rustico, come la Porta Maggiore e il Tempio del Divo Claudio di Roma. Il rustico viene anche menzionato nelle opere di trattatisti come Leon Battista Alberti, che consiglia di applicarlo nelle ornamentazioni delle fontane. Tra i palazzi in rustico più celebri vi sono il Palazzo Pitti, Palazzo Medici Riccardi e Palazzo Strozzi di Firenze, tutti risalenti al quindicesimo secolo. Intorno alla metà del secolo seguente, il rustico si evolse e iniziò a trovare maggiore libertà espressiva, trovando anche applicazioni nella decorazione di ville e giardini. Lo stile rustico venne poi portato all'estero dagli architetti italiani e trovò grande fortuna in Francia.
Un ruolo importante nella definizione dello stile rustico e nella sua diffusione fu quello di Sebastiano Serlio che nel suo trattato dei Sette libri dell'architettura e in particolare nel Libro Extraordinario propose una vera antologia di soluzioni architettoniche manieriste "rustiche".